# Plan cadre des Nations unies pour le développement
Le plan-cadre des Nations unies pour le développement (PNUAD) (en anglais United Nations Development Assistance Framework, UNDAF) est un document préparé conjointement par le gouvernement d'un État et l'équipe pays des Nations unies présente dans le pays. Le PNUAD décrit les actions communes et les stratégies que les Nations unies entendent mettre en œuvre en vue de contribuer à la réalisation des objectifs de développement de ce pays. Le plan cadre détaille les objectifs, les activités et les responsabilités de chaque agence des Nations unies tels qu'acceptés par le gouvernement national. En général, le plan cadre est signé pour trois ans et comprend plusieurs révisions en cours d'application.
En 2007, l'Assemblée générale des Nations unies, lors de la révision générale trisannuelle des politiques (TCPR), a examiné les activités opérationnelles du système des Nations unies et recommandé que le système chargé du développement intensifie sa collaboration dans le pays et au niveau régional afin de renforcer les capacités nationales, notamment par le biais du plan cadre d'appui au développement.